# Útok kyselinou

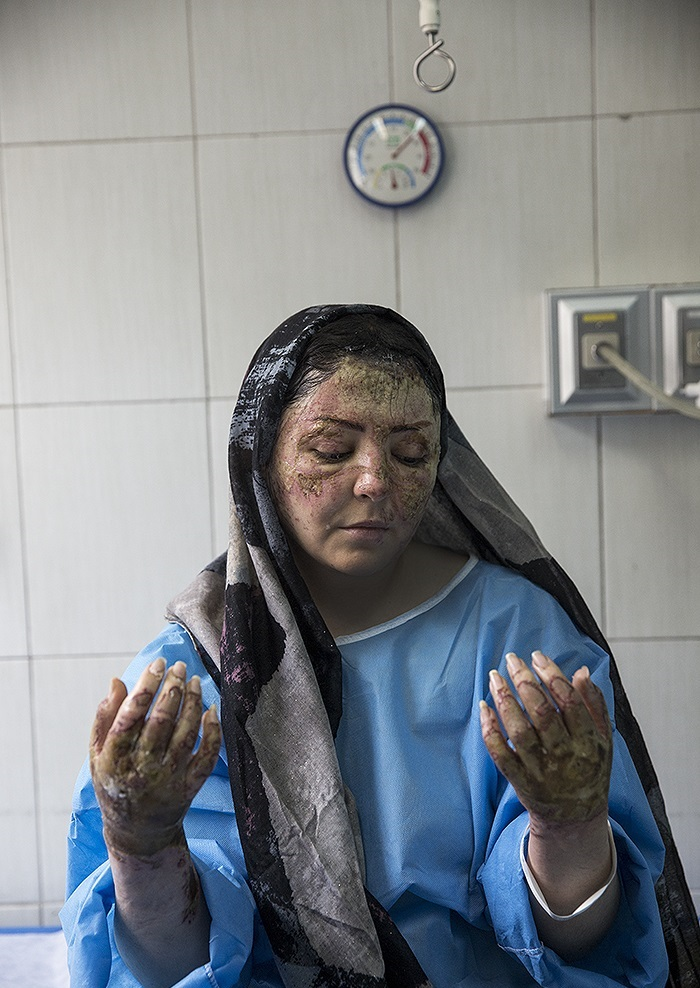
Maryam, oběť útoku kyselinou, Teherán (2018)

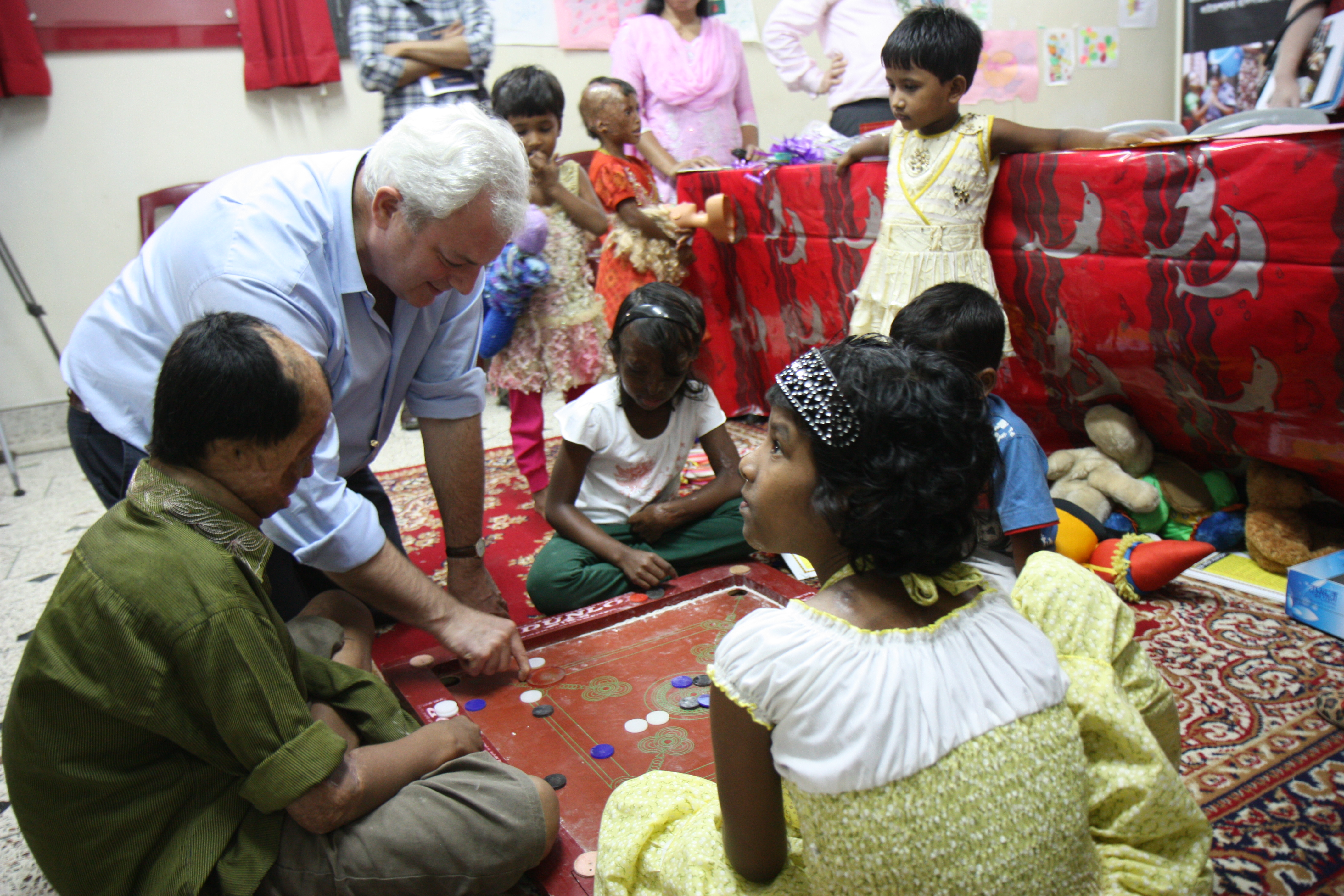
Ministr OSN pro mezinárodní rozvoj Stephen O'Brien s oběťmi útoků kyselinou v podpůrném centru v bangladéšské Dháce (2011)

Útok kyselinou, nazývaný také kyselinový útok či házení kyselinou je forma násilného útoku, spočívají v házení kyseliny či jiné žíravé látky na tělo jiné osoby s úmyslem znetvořit, zmrzačit, mučit nebo zabít. Pachatelé těchto útoků házejí na své oběti žíravé tekutiny, které je popálí a to obvykle zejména v obličeji, poškodí kožní tkáň, kdy v některých případech může dojít až rozpuštění kostí. Útoky kyselinou mohou vést i k trvalé či částečné slepotě. Ačkoli k útokům kyselinou dochází po celém světě, tento druh násilí je nejčastější v jižní Asii. Podle statistik organizace Acid Survivors Trust International (ASTI) tvoří 80 % obětí na celém světě ženy.
Nejčastějšími druhy kyselin používanými při těchto útocích jsou kyselina sírová a kyselina dusičná. Někdy se používá i kyselina chlorovodíková, která je však méně škodlivá. V oblastech, kde jsou silné kyseliny pod kontrolou se používají i vodné roztoky silně alkalických látek, jako je například hydroxid sodný nebo amoniak.
Dlouhodobé následky těchto zásahů mohou zahrnovat slepotu, popáleniny očí, těžké trvalé jizvy na obličeji a na těle, spolu s dalekosáhlými sociálními, psychologickými a ekonomickými potížemi.
V současnosti jsou útoky kyselinou hlášeny v mnoha částech světa, častěji však v rozvojových zemích. V letech 1999–2013 bylo v Bangladéši napadeno kyselinou celkem 3512 lidí, přičemž od roku 2002 se počet případů každoročně snižuje o 15–20 % na základě přísné legislativy vůči pachatelům a regulace prodeje kyseliny. V Indii jsou útoky kyselinou na historickém maximu a každoročně jich přibývá – ročně je hlášeno 250–300 případů, přičemž skutečný počet by podle organizace Acid Survivors' Trust International mohl přesáhnout 1000.

## Účinky na zdraví
Nejvýraznějším následkem útoku kyselinou je doživotní znetvoření těla. Podle pákistánské nadace Acid Survivors Foundation je mezi oběťmi útoků kyselinou vysoká míra přežití. V důsledku toho se oběť potýká s fyzickými problémy, které vyžadují dlouhodobou chirurgickou léčbu, a také s psychickými problémy, které vyžadují hloubkovou intervenci psychologů a poradců v každé fázi tělesného zotavování. Tyto dalekosáhlé dopady na jejich život ovlivňují jejich psychickou, sociální a ekonomickou životaschopnost v komunitách.
Zdravotní následky útoků kyselinou jsou rozsáhlé a závažnější i vzhledem k tomu, že většina útoků kyselinou je zaměřena na obličej. Závažnost poškození závisí na koncentraci kyseliny a době, než je kyselina důkladně smyta vodou nebo neutralizována neutralizačním prostředkem. Kyselina může rychle rozežrat kůži, tukovou vrstvu pod kůží a v některých případech i kost. Oční víčka a rty mohou být zcela zničeny a nos a uši vážně poškozeny. Obětem kyselinového útoku hrozí i možnost sepse, selhání ledvin, depigmentace kůže, a dokonce i smrt.
Osoby, které přežily útok kyselinou, se po zotavení potýkají s mnoha problémy v oblasti duševního zdraví. Jedna studie ukázala, že v porovnání s publikovanými západními normami pro psychickou pohodu vykazovaly oběti útoku kyselinou, které nejsou bělošského původu, vyšší míru úzkosti, deprese a dosáhly vyššího skóre na Derrifordově škále vzhledu, která měří psychické potíže způsobené obavami o svůj vzhled. Oběti ženského pohlaví navíc uváděly snížené sebehodnocení podle Rosenbergovy škály sebevědomí, a to jak obecně, tak v sociální oblasti.
Kromě zdravotních a psychologických dopadů, mají útoky kyselinou pro osoby, které je přežily, zejména pro ženy, i řadu sociálních důsledků. Například oběti takových útoků jsou obvykle nějakým způsobem postižené a v každodenních činnostech, jako je stravování a vyřizování záležitostí, kdy jsou závislé na manželovi nebo rodině. Tuto závislost ještě zvyšuje skutečnost, že mnoho osob, které přežily útok kyselinou, nemůže kvůli zhoršenému zraku a fyzickému handicapu najít vhodnou práci. To negativně ovlivňuje jejich ekonomickou životaschopnost a způsobuje potíže rodinám/manželům, kteří o ně pečují. Výsledkem je vysoká míra rozvodovosti, přičemž opuštění manželem bylo v Ugandě zjištěno u 25 % případů útoků kyselinou (ve srovnání s pouhými 3 % manželek, které opustily své znetvořené manžely). Přeživší, kteří jsou v době útoku kyselinou svobodní, se navíc téměř jistě stávají vyděděnci společnosti, což fakticky ničí vyhlídky na manželství. Některá média se v drtivé většině případů vyhýbají informování o násilí způsobeném útokem kyselinou, případně je popis útoku lakonický nebo často naznačuje, že čin byl nevyhnutelný či dokonce oprávněný.

## Léčba a následky
Při kontaktu kyselin s kůží je rozhodující reakční doba. Pokud se omyjí vodou nebo rychle neutralizují, lze popáleniny minimalizovat nebo jim zcela zabránit. Oblasti nechráněné kůží, jako je oční rohovka nebo rty, však mohou být popáleny ihned při kontaktu.
Mnoho obětí je napadeno v oblasti bez okamžitého přístupu k vodě nebo nevidí, protože jsou oslepeny nebo nuceny mít oči zavřené, aby se zabránilo dalším popáleninám oka. V mnoha rozvojových zemích, kde je výskyt popálenin vysoký, je léčba obětí popálenin stále nedostatečná. Nedostatečné financování lékařské péče má za následek, že v zemích, jako je Uganda, Bangladéš a Kambodža, je pro oběti popálenin k dispozici jen velmi málo popáleninových center. Uganda má v celé zemi jedno specializované popáleninové centrum, které bylo otevřeno v roce 2003, Kambodža má pouze jedno popáleninové zařízení a vědci odhadují, že jen 30 % bangladéšské komunity má přístup ke zdravotní péči.
Kromě nedostatečných zdravotnických kapacit se mnoho obětí útoků kyselinou nehlásí na policii kvůli nedůvěře v policejní složky, pocitu beznaděje kvůli beztrestnosti útočníků a strachu z odplaty útočníka. Tyto problémy ještě zhoršuje neznalost způsobu ošetření popálenin: některé oběti si na kyselinu nanesly olej, místo aby ji důkladně a úplně opláchly vodou po dobu 30 minut nebo déle, aby kyselinu neutralizovaly. Takové domácí prostředky slouží pouze ke zvýšení závažnosti poškození, protože nepůsobí proti kyselosti.

## Motivace pachatelů

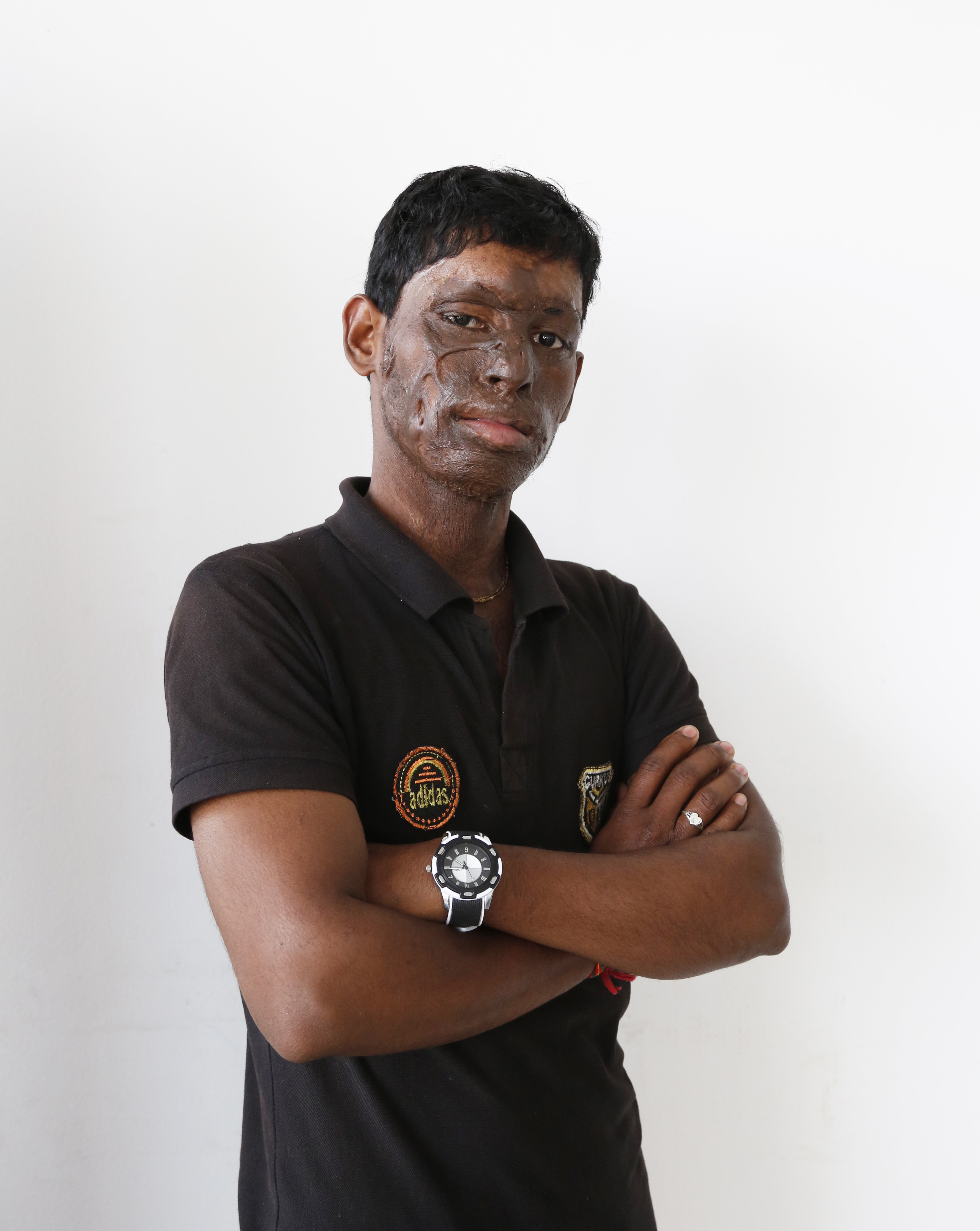
Rubel, přeživší útoku kyselinou (2015)

Záměrem útočníka je často oběť spíše ponížit než zabít. Ve Velké Británii se má za to, že tyto útoky, zejména ty na muže, nejsou dostatečně hlášeny, a proto se mnoho z nich neobjevuje v oficiálních statistikách. Mezi nejčastější motivace pachatelů patří:
- Osobní konflikt týkající se intimních vztahů a odmítnutí sexuální orientace.[18][22]
- Žárlivost a chtíč související se sexem.[23]
- Pomsta za odmítnutí sexuálních návrhů, nabídek k sňatku a požadavků na věno.[8]
- Násilí a rivalita mezi gangy.[24]
- Konflikty ohledně vlastnictví půdy, hospodářských zvířat, bydlení a majetku.[25]

K útokům kyselinou často dochází jako pomsta ženě, která odmítla nabídku k sňatku nebo sexuální nabídku. Významnou roli v těchto typech útoků hraje genderová nerovnost a postavení žen ve společnosti ve vztahu k mužům.
Objevují se také útoky proti jednotlivcům na základě jejich náboženského přesvědčení nebo společenských či politických aktivit. Tyto útoky mohou být namířeny proti konkrétnímu jednotlivci kvůli jeho aktivitám nebo mohou být spáchány na náhodné osoby jen proto, že jsou součástí sociální skupiny nebo komunity. V Evropě byla v roce 2008 kyselinou polita bývalá poslankyně Evropského parlamentu Konstantina Kouneva, což bylo popsáno jako „nejzávažnější útok na odborářku v Řecku za posledních 50 let”. Studentkám byla kyselina vhozena do obličeje jako trest za to, že chodily do školy. Byly zaznamenány i útoky kyselinou v důsledku náboženských konfliktů. Oběťmi útoků kyselinou se stali jak muži, tak ženy, protože odmítli konvertovat k jinému náboženství.
Jako motivace útoků kyselinou byly zaznamenány také konflikty týkající se majetkových záležitostí, sporů o půdu a dědictví. K útokům kyselinou v souvislosti s konflikty mezi zločineckými gangy dochází na mnoha místech včetně Velké Británie, Řecka a Indonésie.

## Gender
Přesný odhad poměru pohlaví obětí a pachatelů je obtížné stanovit, protože úřady mnoho útoků kyselinou nehlásí ani neevidují. Například studie z roku 2010 v časopise The Lancet popisuje, že „neexistují žádné spolehlivé statistiky” o výskytu útoků kyselinou v Pákistánu.
Přehled literatury z roku 2007 analyzoval 24 studií ve 13 zemích za posledních 40 let, které zahrnovaly 771 případů. Podle londýnské charitativní organizace Acid Survivors Trust International je 80 % útoků kyselinou spácháno na ženách a útoky kyselinou jsou hrubě podhodnoceny. V některých regionech jsou útoky mužů na ženské oběti často vedeny mentalitou „když tě nemůžu mít já, nebude tě mít nikdo”.
V Bangladéši bylo házení kyseliny označeno za „genderový zločin”, protože zde převažují ženské oběti, které jsou napadány muži, a to z důvodu odmítání sňatku nebo odmítání sexuálních návrhů. Na Jamajce je častou příčinou házení kyseliny ženami na jiné ženy v souvislosti s hádkami o mužské partnery. Ve Spojeném království jsou většinou obětí muži a mnoho těchto útoků souvisí s násilím gangů.
V Indii byla žena dvakrát napadena nožem, ale proti podezřelému nebylo vzneseno žádné trestní oznámení a policejní pomoc jí byla poskytnuta až po hospitalizaci po útoku kyselinou, což vyvolává otázky o lhostejnosti policie při řešení případů obtěžování.
Dalším faktorem, který vystavuje oběti zvýšenému riziku útoku kyselinou, je jejich socioekonomický status, neboť osoby žijící v chudobě mají větší pravděpodobnost, že budou napadeny. V roce 2013 se tři země s nejčastějším výskytem útoků kyselinou – Bangladéš, Indie a Kambodža – umístily na 75., 101., resp. 104. místě ze 136 zemí na žebříčku Global Gender Gap Index, který měří rovnost příležitostí mezi muži a ženami v jednotlivých zemích.

## Prevence

### Regulace prodeje kyselin
Byla zjištěna pozitivní korelace mezi útoky kyselinami a snadností jejich nákupu. Nejčastěji se používá kyselina sírová, dusičná a chlorovodíková, které jsou v mnoha případech levné a snadno dostupné. Například litr koncentrované kyseliny sírové mohou pachatelé často zakoupit v obchodech pro mechaniky motocyklů. Kyselina dusičná stojí kolem 1,50 $ za litr a lze ji zakoupit v obchodech se zlatem nebo klenoty, kde je používána k čištění zlata a kovů. Kyselina chlorovodíková se používá také k leštění šperků a také k výrobě sójové omáčky, kosmetiky a tradiční medicíny či amfetaminu.
Vzhledem k takto snadné dostupnosti mnoho organizací volá po přísnější regulaci hospodaření s kyselinou. Konkrétní opatření zahrnují povinné licence pro všechny obchodníky s kyselinou, zákaz prodeje koncentrované kyseliny v určitých oblastech a posílený systém kontroly prodeje kyseliny, například nutnost dokumentovat všechny transakce s kyselinou. Někteří vědci však varují, že takto přísná regulace může vést k obchodování s kyselinou na černém trhu.